# Åraksbø
Åraksbø is een kleine plaats in de fylke Agder in het zuiden van Noorwegen. De plaats ligt aan de oostoever van de Otra die ter plaatse ook wordt aangeduid als Åraksbøfjord. Het dorpje maakt deel uit van de gemeente Bygland.

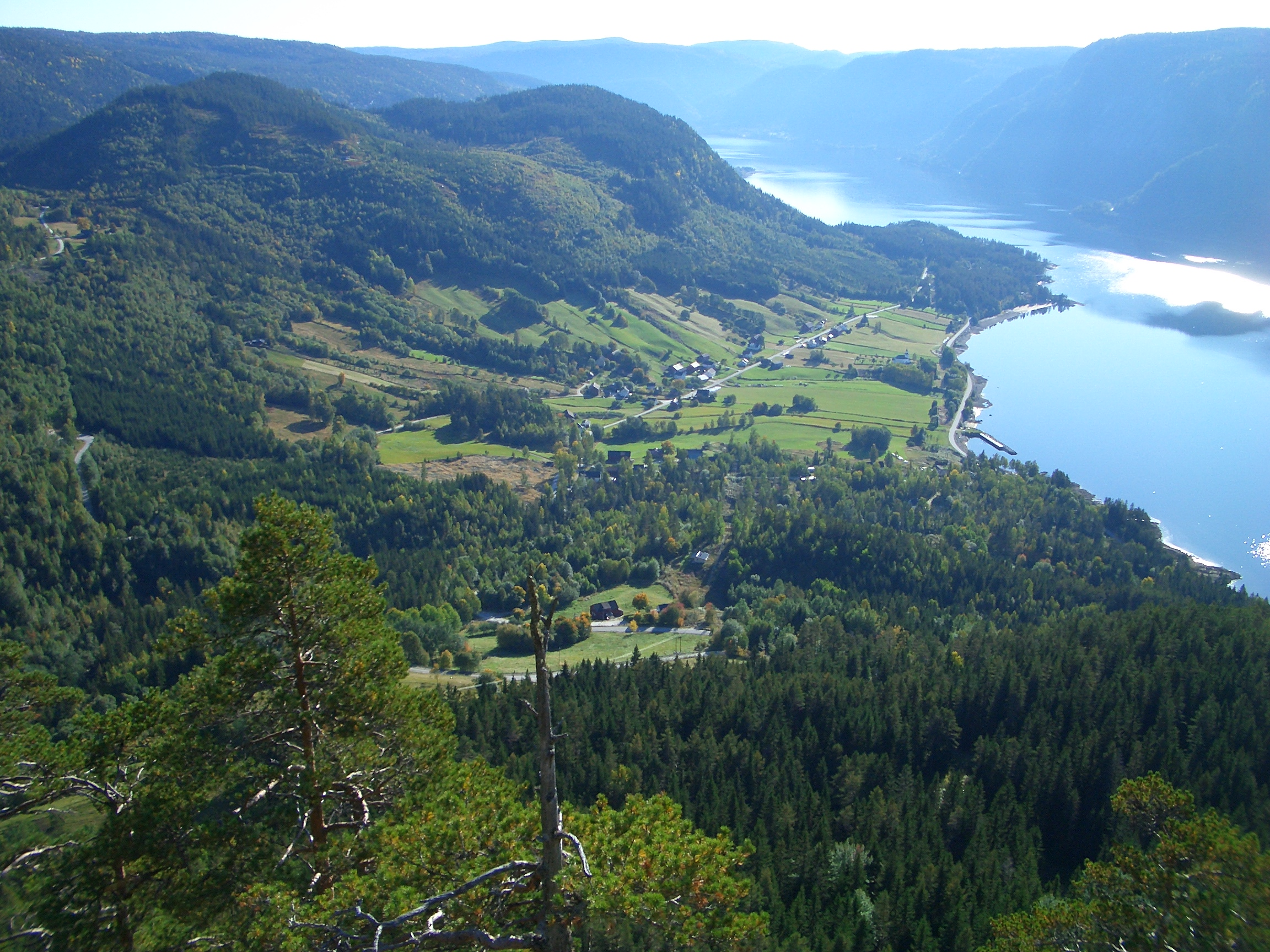
Åraksbø aan het fjord, vanuit het noorden

Tot 1935 moest de dorpsbevolking voor de kerkdienst naar het dorpje Sandnes, een paar kilometer naar het zuiden. In dat jaar werd de kerk echter van Sandnes naar Åraksbø verplaatst en op zijn huidige plek neergezet.